# Helen Clark
Denna artikel handlar om den nyzeeländska premiärministern Helen Clark. För den brittiska politikern, se Helen Brinton.
Helen Elizabeth Clark, född 26 februari 1950 i Hamilton, är en nyzeeländsk politiker som var landets premiärminister från 1999 till 2008.
Helen Clark satt på posten i tre regeringsperioder i följd fram till att hennes parti New Zealand Labour Party förlorade valet i november 2008, vilket ledde till att hon avgick som partiledare. Hon är sedan 17 april 2009 chef för FN:s utvecklingsprogram.

## Uppväxt
Helen Clark var den äldsta av fyra döttrar i en jordbrukarfamilj i Waikato. Hennes mor arbetade som grundskollärare och hennes far var jordbrukare och stödde National Party i valet 1981. Clark utbildades vid Te Pahu Primary School, Epsom Girls' Grammar School i Auckland och University of Auckland, där hon studerade statsvetenskap och tog examen med en MA (Hons) 1974. Hennes forskningsområde för magisteruppsats och doktorsexamen var politiskt beteende och representation på landsbygden.
Helen Clark var biträdande lektor (junior lecturer) vid institutionen för statsvetenskap vid Aucklands universitet från 1973 till 1975, studerade utomlands med ett stipendium 1976 och föreläste sedan i statsvetenskap i Auckland från 1977 tills hon invaldes i parlamentet 1981.
Clark gifte sig med sociologen Peter Davis, som hon då hade levt tillsammans med i fem år, kort före valet 1981. Det skedde under påtryckningar från vissa medlemmar av New Zealand Labour Party om att hon borde gifta sig, trots hennes egen inställning till äktenskap.. Davis är (2006) professor i medicinsk sociologi och förestår institutionen för sociologi vid Aucklands universitet.
Som tonåring protesterade Clark mot Vietnamkriget (som Nya Zeeland deltog i med stridande förband) och mot utländska militärbaser på Nya Zeeland.

## Engagemang i Labourpartiet
Clark har arbetat aktivt i New Zealand Labour Party under större delen av sitt liv. Hon var ledamot av partiets verkställande utskott från 1978 till september 1988 och åter från april 1989. Hon har innehaft posterna som ordförande för Labours ungdomsråd, styrelseledamot i partiets regionala råd för Auckland, sekreterare för Labours kvinnoråd och ledamot av policyrådet. Hon representerade New Zealand Labour Party vid Socialistinternationalens och Socialistinternationalens kvinnors kongresser 1976, 1978, 1983 och 1986, vid en konferens med Asia-Pacific Socialist Organisation som hölls i Sydney 1981 och vid Socialistinternationalens internationella partiledarmöte i Sydney 1991.

## Parlamentsledamot
Helen Clark blev första gången invald i Nya Zeelands representanthus vid valet 1981, som en av fyra kvinnor som blev invalda vid det tillfället. Hon segrade i valkretsen Mt Albert i Auckland, och blev därmed den andra kvinnan som invaldes för en valkrets i Auckland electorate, samt den sjuttonde kvinnan som invaldes i Nya Zeelands parlament. Under sin första mandatperiod (1981–1984), blev hon ledamot av Statutes Revision Committee. Under sina andra period (1984–1987) var hon ordförande för utskotten för utrikespolitik och nedrustning och vapenkontroll, vilka båda slogs ihop med försvarsutskottet 1985 och blev ett enda utskott.
Clark ingick i de labourregeringar som leddes av David Lange (1984–1989), Geoffrey Palmer (1989–1990) och Mike Moore (1990), först som bostadsminister (augusti 1987 till augusti 1989) och miljöminister (augusti 1987 till januari 1989), sedan som hälsovårdsminister (från januari 1989) och senare som arbetsmarknadsminister och vice premiärminister (från augusti 1989).
Från oktober 1990 till december 1993 var Clark vice ledare för oppositionen, oppositionens talesman för hälsovård och arbetsmarknad samt ledamot av utskotten för socialvård och arbetsmarknad. Clark utmanade Mike Moore om partiledarposten i Labourpartiet och segrade, och blev 1 december 1993 oppositionsledare, vilket hon var under National Partys regeringar ledda av Jim Bolger (1990–1997) och Jenny Shipley (1997–1999).

## Premiärminister
När Labourpartiet kom till makten som del av en koalition efter valet 1999 blev Clark Nya Zeelands andra kvinnliga premiärminister och den första som kommit till makten genom ett val. (Den föregående premiärministern, Jenny Shipley, kom till makten efter ett partiledarbyte under mandatperioden.)

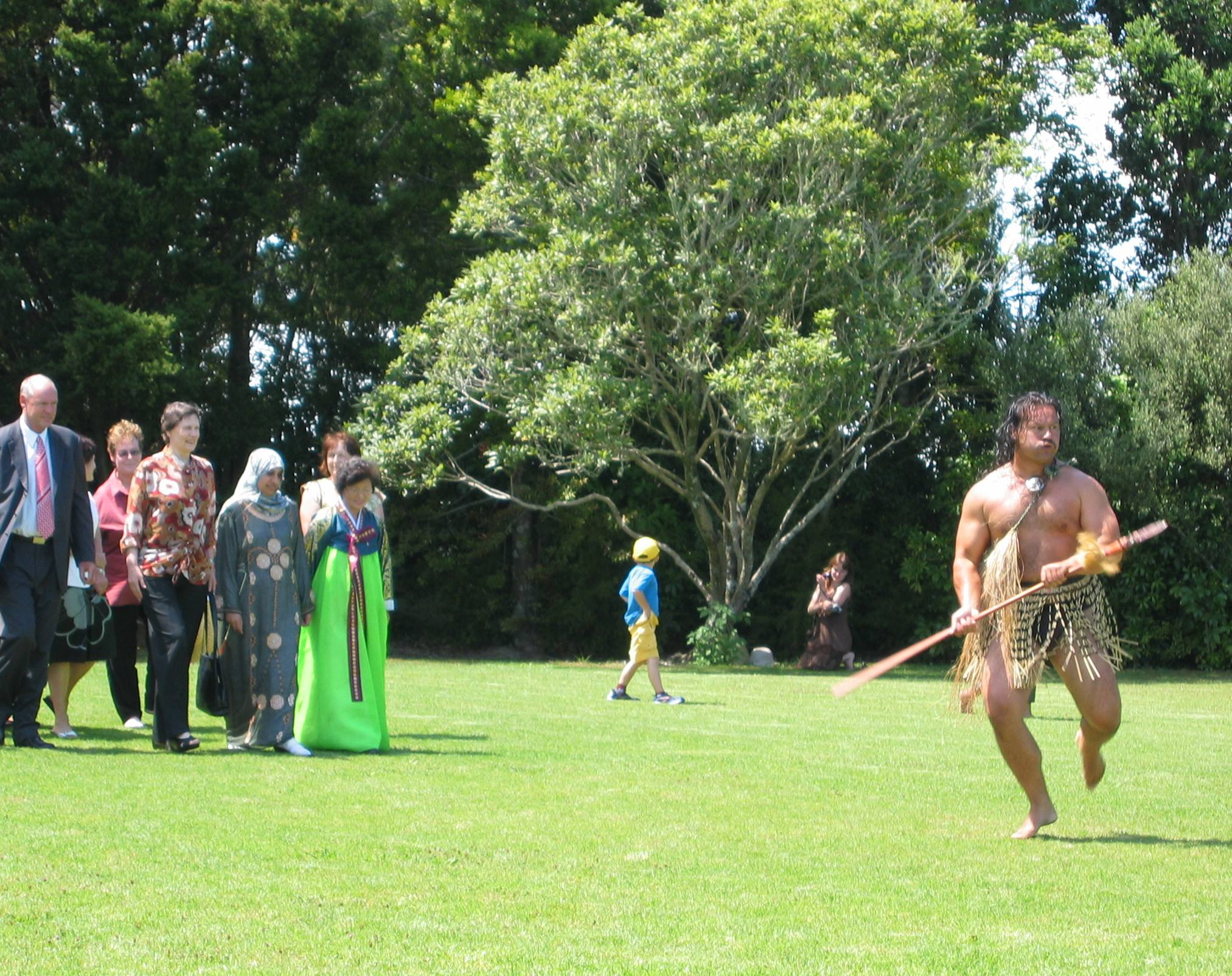
Helen Clark välkomnas till Hoani Waititi Marae, Waitangi Day 2006.

Clark har varit premiärminister och minister för konst, kultur och kulturvarv från 1999 och framåt. Hon hade också ansvar för New Zealand Security Intelligence Service. Hennes intresseområden är bland annat socialpolitik och utrikespolitik.
Som ledare för Labourpartiet har Clark medverkat till att bilda flera koalitionsregeringar i minoritetsställning. Den första av dessa (1999–2002) var mellan Labour och Alliancepartiet. Den koalitionen sprack 2002, vilket ledde till att Clark utlyste nyval och sedan bildade en koalition med Jim Andertons New Zealand Progressive Party, en utbrytning från Alliancepartiet (2002, med parlamentariskt stöd från United Future New Zealand och en överenskommelse med Green Party of Aotearoa New Zealand). Efter valet 2005 återupptog Labour och Progressive Party sin koalition med stöd från både New Zealand First och United Future i utbyte mot att dessa partiers ledare fick ministerposter utanför kabinettet.

## Inrikespolitik
Clarks regering har infört betydande förändringar i välfärdssystemet, såsom skattekrediter för barnfamiljer i paketet Working for Families. De har också ändrat arbetsrätten och höjt minimilönen sex gånger på lika många år. Man har även genomfört förändringar inom högre utbildning, med avskaffande av ränta på studielån först för dem som för närvarande studerar, sedan utvidgat till alla låntagare som bor i Nya Zeeland. Andra förändringar som har införts under Clarks regering är bland annat lagstiftning om registrerat partnerskap, införandet av 14 veckors betald föräldraledighet, och Property (Relationships) Act, som behandlar uppdelning av egendom efter upplösning av samboförhållanden på samma sätt som för personer som juridiskt varit gifta.  En del av dessa grundades på initiativ av andra regeringsmedlemmar eller politiska partier, men fick regeringens stöd.
Vissa kommentatorer ansåg att det relativt nya proportionella valsystemet skulle göra det svårt att åstadkomma stabila regeringar, men Clarks anhängare tillskriver henne stabilt styre under två stabila perioder med det nya systemet, samt bildandet av ny regering efter valresultatet 2005. 2005 rankade Forbes Clark som nummer 24 av "De 100 mäktigaste kvinnorna" i världen.

## Internationella relationer

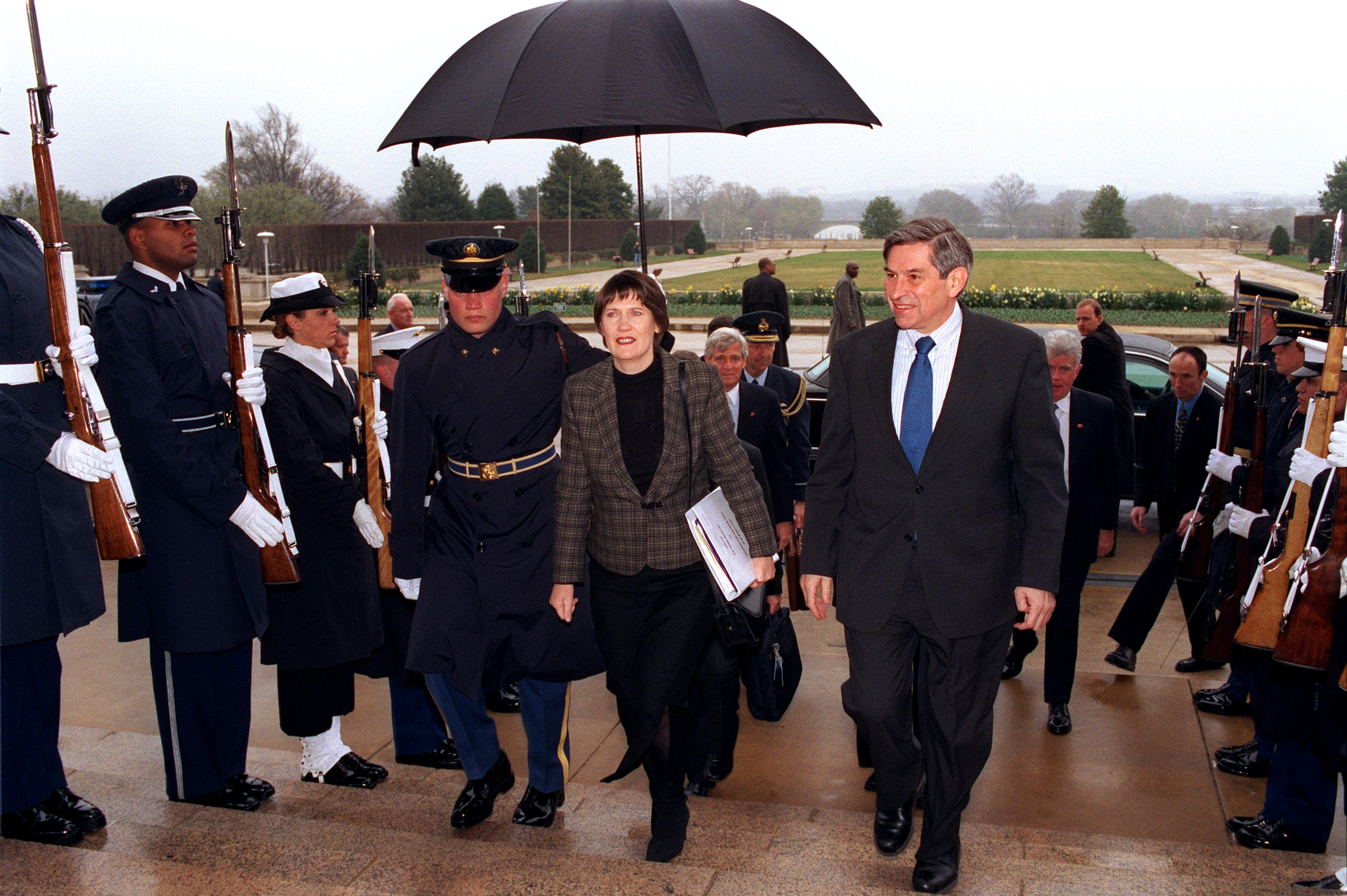
Helen Clark med USA:s biträdande försvarsminister Paul Wolfowitz på väg in i Pentagon.

Nya Zeeland har fört vad Clark och hennes anhängare kallar en "oberoende" utrikespolitik under hennes regeringar. Nya Zeeland förblir en kärnvapenfri zon, vilket har stöd även av oppositionspartiet National party, (och möjligen har kostat landet ett frihandelsavtal med USA), och vägrade delta i invasionen av Irak 2003 utan FN-sanktion.
I mars 2003 sade Clark rörande situationen i Irak till tidningen Sunday Star Times att hon inte trodde att 11 september skulle ha fått dessa konsekvenser för Irak med Al Gore som president i USA. Hon skickade senare ett brev till Washington där hon bad om ursäkt ifall hennes uttalande hade väckt anstöt.
Helen Clark har alltid haft goda förbindelser med Kina och har stött Kinas inträde i WTO.

## FN:s utvecklingsprogram
Helen Clark är sedan 17 april 2009 chef för FN:s utvecklingsprogram (UNDP). Hon är därmed FN-systemets mäktigaste kvinna och räknas som nummer tre i världsorganisationens hierarki efter generalsekreteraren och vice generalsekreteraren. UNDP är FN:s nätverk för global utveckling som arbetar för att hitta lokala lösningar för att stärka demokratin, minska fattigdomen, förebygga och lösa konflikter samt arbeta mot miljöförstöring och spridning av hiv och aids. UNDP arbetar också för att främja kvinnors ställning och stärka respekten för mänskliga rättigheter.

## Utmärkelser
Helen Clark belönades med Salomonöarnas stjärna 2005 som erkännande av Nya Zeelands roll i att återställa lag och ordning på Salomonöarna.

## Biografi
- Brian Edwards: Helen: Portrait of A Prime Minister: Auckland: Exisle Publishing: 2001: ISBN 0-908988-20-6